# José Rogelio Villarreal
José Rogelio Villarreal   (Santiago del Estero, 4 de maig de 1926 - Buenos Aires, 17 de desembre de 2007) va ser un militar argentí (General de Divisió) que va dirigir la J-1 Personal de l'Estat Major de l'Exèrcit de l'Argentina l'any 1976 i que va ser secretari general de la Presidència de Jorge Videla fins a desembre de 1978. Entre 1979 i 1980 va ser Cap de la Subzona 1C i Comandant del V Cos de l'Exèrcit.
Va ser l'encarregat de comunicar a Isabel Perón, el 29 de març de 1976 que les Forces Armades s'havien fet càrrec del poder polític i que ella havia estat destituïda. També li va assegurar que ella no seria afusellada, perquè la seva integritat física estava garantida per les Forces Armades.
Villarreal va ser un dels principals col·laboradors del Comandant en Cap Videla i el Cap d'Estat Major de l'Exèrcit, Roberto Viola, en la conspiració prèvia al cop d'estat.